# Großsteingrab Folehaven/Afd. 347 1
Das Großsteingrab Folehaven/Afd. 347 1 ist eine megalithische Grabanlage der jungsteinzeitlichen Nordgruppe der Trichterbecherkultur im Kirchspiel Hørsholm in der dänischen Kommune Hørsholm.

## Lage
Das Grab liegt südlich von Hørsholm in Abteilung 347 des Waldgebiets Folehaven. 90 m südsüdöstlich befindet sich das Großsteingrab Folehaven/Afd. 347 2.

## Forschungsgeschichte
In den Jahren 1884 und 1942 führten Mitarbeiter des Dänischen Nationalmuseums Dokumentationen der Fundstelle durch.

## Beschreibung
Die Anlage besitzt eine ost-westlich orientierte längliche Hügelschüttung mit einer Länge von 32 m. Von der Umfassung sind noch 18 Steine erhalten: fünf stehende und zwei umgekippte an der nördlichen Langseite, sechs stehende und ein umgekippter an der südlichen Langseite sowie jeweils zwei umgekippte an den Schmalseiten.
Im Hügel sind die Reste von drei Grabkammern zu erkennen. Die erste lag etwa 4,4 m vom östlichen Ende entfernt. Hier konnte noch ein Stein im Norden und einer im Westen festgestellt werden. Die zweite Kammer lag 2,5 m weiter westlich. Auch hier wurden zwei Steine registriert. Nochmals 5,7 m weiter westlich befinden sich mögliche Reste einer dritten Kammer. Bei keiner der Kammern lassen sich Orientierung, Maße und Typ genauer bestimmen.